# Юніон-Веллі (Техас)
Юніон-Веллі (англ. Union Valley) — місто (англ. city) в США, в окрузі Гант штату Техас. Населення — 370 осіб (2020).

## Географія
Юніон-Веллі розташований за координатами 32°55′46″ пн. ш. 96°15′8″ зх. д. / 32.92944° пн. ш. 96.25222° зх. д. (32.929456, -96.252228).  За даними Бюро перепису населення США в 2010 році місто мало площу 4,63 км², з яких 4,61 км² — суходіл та 0,02 км² — водойми.

## Демографія
Згідно з переписом 2010 року, у місті мешкало 307 осіб у 113 домогосподарствах у складі 96 родин. Густота населення становила 66 осіб/км².  Було 117 помешкань (25/км²).
Расовий склад населення:
| - 86,0 % — білих - 3,9 % — чорних або афроамериканців - 0,3 % — корінних американців - 0,3 % — азіатів - 7,8 % — осіб інших рас |

До двох чи більше рас належало 1,6 %. Частка іспаномовних становила 12,7 % від усіх жителів.
За віковим діапазоном населення розподілялося таким чином: 21,5 % — особи молодші 18 років, 61,2 % — особи у віці 18—64 років, 17,3 % — особи у віці 65 років та старші. Медіана віку мешканця становила 43,7 року. На 100 осіб жіночої статі у місті припадало 103,3 чоловіків;  на 100 жінок у віці від 18 років та старших — 100,8 чоловіків також старших 18 років.
Середній дохід на одне домашнє господарство  становив 81 157 доларів США (медіана — 78 750), а середній дохід на одну сім'ю — 90 697 доларів (медіана — 91 250). Медіана доходів становила 55 625 доларів для чоловіків та 40 000 доларів для жінок. За межею бідності перебувало 3,8 % осіб, у тому числі 0,0 % дітей у віці до 18 років та 6,3 % осіб у віці 65 років та старших.
Цивільне працевлаштоване населення становило 160 осіб. Основні галузі зайнятості: освіта, охорона здоров'я та соціальна допомога — 30,0 %, виробництво — 15,0 %, науковці, спеціалісти, менеджери — 8,8 %, роздрібна торгівля — 8,1 %.